# Charles McGinnis
Pour les articles homonymes, voir McGinnis.
Charles English McGinnis (Kansas City (Missouri), 4 octobre 1906 — Peoria (Arizona), 29 avril 1995) est un athlète américain spécialiste du saut à la perche. Affilié à la Chicago Athletic Association, il mesurait 1,80 m pour 68 kg.

## Biographie

### Palmarès
| Date | Compétition           | Lieu      | Résultat | Performance |
| ---- | --------------------- | --------- | -------- | ----------- |
| 1928 | Jeux olympiques d'été | Amsterdam | 3e       | 3,95 m      |

### Records
| Épreuve          | Performance | Lieu | Date |
| ---------------- | ----------- | ---- | ---- |
| Saut à la perche | 4,11 m      |      | 1928 |